# لاولیدی (تگزاس)
لاولیدی، تگزاس (به انگلیسی: Lovelady, Texas) یک شهر در ایالات متحده آمریکا با جمعیت ۶۰۸ نفر است که در تگزاس واقع شده‌است.

## موقعیت جغرافیایی
موقعیت جغرافیایی شهرها و مناطق اطراف به شرح زیر است: